# Myriam Moscona
Myriam Moscona Yosifova (Em hebraico מירים מוסקונה יוסיפובה; Cidade de México; 11 de março de 1955) é uma jornalista, romancista e poeta mexicana em espanhol e ladino de origem búlgaro sefardí, ganhadora do Prêmio Xavier Villaurrutia 2012. Sua poesia em ladino escapa os temas frequentados da lírica judeo-espanhola e concentra-se numa proposta mais contemporânea.

## Trajetória
Filha de judeus sefararditas nascidos em Bulgária que emigraram a México em 1948, fugindo da devastação produzida pela Segunda Guerra Mundial, mas chegaram ao seu destino sem falar castelhano. Apesar de seu desconhecimento do idioma, decidiram transladar-se a México porque seu pai "tinha um primo que tinha vindo muito dantes da guerra para fazer a América". No trajeto, o avião teve que se parar nas Ilhas Bahamas para que minha mãe desse a luz a meu irmão mais velho", relata a própria Moscona. Seus pais falavam búlgaro entre eles e suas avós falavam ladino, pelo que sua mãe e ela aprenderam o espanhol juntas; como explica Moscona: "eu não foi ninada em espanhol".
Incluída em mais de quarenta antologias do México e de outros países, sua poesia tem sido traduzida ao inglês, português, francês, italiano, búlgaro, russo, alemão, hebraico, sueco, holandês e árabe. Uma coleção de sua poesia visual faz parte dos arquivos especiais da Universidade de Califórnia em Irvine.
Ela tem sido uma colunista na mídia impressa, tanto em diários como em revistas especializadas. Foi apresentadora do jornal cultural da televisão pública mexicana (Canal 22) e encarregada do programa de rádio do Instituto Nacional de Belas Artes.. Assim mesmo, é integrante do Sistema Nacional de Criadores de México.
Seu livro Negro marfil, publicado e reeditado no México, circulou Estados Unidos em forma bilíngue por Les Figues Press (2011), uma editorial independente de Los Angeles, Califórnia e sua versão inglesa, Ivory black, recebeu o Prêmio Harold Landon Morton de 2012, o qual é outorgado pela Academy of American Poets, pela tradução de Jen Hofer. O certificado de premiação, assinado por Pierre Joris, diz: "Negro marfil, o livro de Myriam Moscona é um arranjo rizomático de poemas maravilhosamente orquestrados, ou citando o livro, “um eco em suas porções”. […] Derivado de uma primeira “tradução” a palavras das imagens em tinta chinesa e collages da própria autora, o livro tem sido traduzido de forma impecável ao inglês por Jen Hofer, quem também oferece um excelente ensaio sobre o livro e sua tradução". 

Myriam Moscona tem sido premiada em sua terra natal de México tanto por sua poesia (Prêmio de Aguascalientes 1988) como por sua narrativa (Prêmio Xavier Villaurrutia 2012). Seu primeiro romance em Judeo-espanhol, Teia de sevoya, escreveu-a em parte graças a uma bolsa que recebeu da Fundação Guggenheim, com a qual financiou uma viagem a Bulgária para poder conhecer a casa onde viveram pais.

## Obras
- Último jardín, El Tucán de Virginia, México, 1983
- Las visitantes. Poesia. Joaquín Mortiz, México, 1989
- Las preguntas de Natalia, Consejo Nacional para la Cultura y las Artes / Centro de Información y Desarrollo de la Comunicación y la Literatura Infantiles, 1993
- El árbol de los nombres, Secretaría de Cultura de Jalisco / Cuarto Menguante, Guadalajara, 1992
- De frente y de perfil. Semblanzas de poetas, com foto de Rogelio Cuéllar; Departamento del Distrito Federal, México, 1994
- Vísperas. Poesia. Fondo de Cultura Económica, México, D.F., 1996
- Negro marfil. Poesia. Universidad Autónoma Metropolitana / Dirección de Difusión Cultural de la Universidad Autónoma Metropolitana / Oak Ediciones, México, D.F., 2000 (Universidad del Claustro de Sor Juana, 2006)
- En la superficie azul (2008)
- El que nada. Poesia. Consejo Nacional para la Cultura y las Artes, México, 2006
- De par en par. Poemas visuais. Consejo Nacional para la Cultura y las Artes / Bonobos / Fondo Nacional para la Cultura y las Artes, México, 2009
- Tela de Sevoya, novela em Judeo-espanhol (Acantilado, Barcelona, 2012)
- Por mi boka. Textos da diáspora sefardita, en Judeoespañol, Compilação e ensaios de Myriam Moscona e Jacobo Sefamí (Lumen, Random House, 2013)
- Ansina. Poesia em Judeo-espanhol. (Vaso Roto, 2015)
- México 20. La nouvelle poésie mexicaine. Compilação de poemas de diferentes escritores mexicanos, feita juntamente com Jorge Esquinca e Tedi López Mills (Secretaría de Cultura de México, 2016)[6]

## Prêmios e reconhecimentos
- Prêmio Nacional de Poesia de Aguascalientes 1989 pelas visitantes
- Prêmio Instituto Cultural México-Israel 2000
- Bolsa Guggenheim (2006)
- Prêmio Xavier Villaurrutia 2012 por Teia de Sevoya[7]